# Anna Beneck
Anna Beneck (Turín, 23 de junio de 1942 – Formia, 3 de septiembre de 2013) fue una nadadora italiana, especialista en la modalidad de mariposa. Compitió en las pruerbas de los 100 mariposa y en los relevos de 4x100 de los Juegos Olímpicos de Roma 1960, pero fue eliminada en las preliminares. Beneck se casó con Salvatore Morale, que participó en los 400 metros vallas de esos mismo Juegos. Su hermana Daniela también estuvo en el equipo olímpico de natación y también se casó con el atleta Roberto Frinolli, que también participó en los 400 metros vallas.